# Турово (Нідзицький повіт)
Турово (пол. Turowo, нім. Thurau) — село в Польщі, у гміні Козлово Нідзицького повіту Вармінсько-Мазурського воєводства.
Населення — 93 особи (2011).
У 1975-1998 роках село належало до Ольштинського воєводства.

## Демографія
Демографічна структура станом на 31 березня 2011 року:
|          | Загалом | Допрацездатний вік | Працездатний вік | Постпрацездатний вік |
| -------- | ------- | ------------------ | ---------------- | -------------------- |
| Чоловіки | 51      | 11                 | 36               | 4                    |
| Жінки    | 42      | 13                 | 23               | 6                    |
| Разом    | 93      | 24                 | 59               | 10                   |